# 胡虔 (北朝)
胡虔（？—？），字僧敬，安定郡临泾县人，北魏官吏。胡宁之子，清河王妃胡智之兄。出为泾州刺史，封安阳县侯。公元541年，因其为孝静帝之舅的身份超迁司空公。薨后赠太傅、太尉公、尚书仆射、徐州刺史，谥曰宣。下葬之日，百官会葬，乘舆送于郭外。胡虔有子胡长粲。